# DnD
DnD (понекад стилизовано D'n'D; ч. „де-ен-де”), такође познат и као DnD Карић, српски је поп музички дуо основан 1997. године и популаран у Србији раних 2000-их. Чине га сестре Даница и Данијела Карић, које имају и самосталних издања — као соло певачице. До сада су као чланице групе издале три албума и један ЕП, а најавиле су и четврти албум са поновљеним извођењима 20 одабраних хитова и једном новом нумером (представиле су га песмом Волим када смо дуго заједно, четвртом песмом са албума-првенца који носи назив групе и издат је 1999. за ПГП-РТС). На фестивалу Сунчане скале 2001. су извеле песму Марија и песму Само иди.
Хитови групе DnD су Србијо мајко, Земља и со, Изабери, Мобиклик, Можда, Марија (Марија, реци ми; на Јутјубу њихова најслушанија песма), Тамо где си ти, Кровови и облаци, Позвонићеш, Детектор лажи, Очи ми се промене итд. Имају око 20 спотова.
Песме са спотовима Мобиклик и Мобтел снимиле су за промоцију компаније Мобтел, чији је већински власник била породица Карић. Ове две песме су уврштене на DnD-ов други албум, Кровови и облаци, издат 2001. за БК саунд; овај албум је био поклон за прву картицу мобилне телефоније у Србији.
Данијела је рођена 1. фебруара 1984. у Београду. Њена млађа сестра Даница је председница "Карић фондације", имају и сестру Неду и брата Небојшу. Ћерке су Богољуба Карића.
Даница је била удата за певача Данијела Ђокића, коме је писала песме на енглеском, такође је радила песме за певачицу Цвету Мајтановић. Данијела је удата за кореографа Ивана Милеуснића са којим је снимила неколико дуета (Волети тебе, Заједно), такође има сарадње са Еленом Ристеском и Борисом Новковићем.

## Дискографија
Албуми
Као група ДнД
- D'n'D (1999, ПГП-РТС)
- Кровови и облаци (2001, БК саунд)
- Земља и со (2004, РТВ БК телеком)
- Детектор лажи (ЕП, БК телеком)

Албуми соло Даница Карић
- Љубав у 13 слика (2010, Сити Рекордс)
- Ја ти желим срећу (2021, ЕП, самоиздат)
- Фазе љубави (2022, самоиздат)

Албуми соло Данијела Карић
- Метохијска појања (1999, ПГП РТС)
- ДКМ (2014, Сити Рекордс)